# لويس ستون
لويس ستون (بالإنجليزية: Lewis Stone)‏ هو ممثل أمريكي، ولد في 15 نوفمبر 1879 بورسستر في الولايات المتحدة، وتوفي في 12 سبتمبر 1953 ببيفرلي هيلز في الولايات المتحدة بسبب نوبة قلبية. بدأ مشواره المهني سنة 1912.

## أعمال

### أفلام
- (1925) العالم المفقود
- (1928) الوطني
- (1930) البيت الكبير
- (1931) الستة السريون
- (1931) خطيئة مادلون كلوديه
- (1932) الفندق الكبير
- (1933) الراهبة البيضاء
- (1934) جزيرة الكنز
- (1935) بحور الصين
- (1935) ديفيد كوبرفيلد
- (1950) مفتاح المدينة
- (1953) كل الإخوة كانوا شجعان

## ترشيحات
- جائزة الأوسكار لأفضل ممثل، عن عمل: الوطني

## وصلات خارجية
- لويس ستون على موقع IMDb (الإنجليزية)
- لويس ستون على موقع ألو سيني (الفرنسية)
- لويس ستون على موقع تيرنر كلاسيك موفيز (الإنجليزية)
- لويس ستون على موقع أول موفي (الإنجليزية)
- لويس ستون على موقع قاعدة بيانات برودواي على الإنترنت (الإنجليزية)
- لويس ستون على موقع قاعدة بيانات برودواي على الإنترنت (الإنجليزية)
- لويس ستون على موقع قاعدة بيانات الأفلام السويدية (السويدية)
- لويس ستون على موقع إن إن دي بي (الإنجليزية)
- لويس ستون على موقع قاعدة بيانات الفيلم (الإنجليزية)
- لويس ستون على موقع كينوبويسك (الروسية)